# Fieschi
(Lorenzo de' Medici)
La famiglia Fieschi è stata una delle maggiori famiglie genovesi.
Di antica origine - presero il nome dal capostipite Ugo Fliscus - erano un ramo della stirpe dei conti di Lavagna che avevano iniziato ad ingrandire i loro feudi all'interno della Marca Obertenga nell'XI secolo. 
Nel loro originario entroterra di Levante i Fieschi avevano il loro centro feudale nella zona del Tigullio, della val Fontanabuona e l'entroterra fino alla Val d'Aveto. Qui era il centro del loro potere e dove infatti venne eretta la Basilica dei Fieschi a Cogorno alla metà del XIII secolo.
Arricchitasi con la mercatura, la finanza e l'acquisto di terre, la famiglia si divise in numerosi rami. I rami più importanti furono quello detto di Torriglia e quello detto di Savignone ; questi due rami discendevano da due fratelli di Innocenzo IV e si erano formati sin dal XIII secolo.
I Fieschi furono tradizionalmente di parte guelfa e diedero alla Chiesa due pontefici provenienti dalla famiglia stessa, Innocenzo IV e Adriano V, che furono antagonisti alla parte ghibellina filoimperiale di Federico II di Svevia. 
La famiglia diede anche alla chiesa oltre a centinaia di prelati, ben 72 cardinali, mentre nella repubblica di Genova vi furono numerosi ambasciatori, generali e ammiragli appartenenti alla famiglia.
Come in ogni altra famiglia nobiliare, anche la politica matrimoniale della famiglia Fieschi destinò uomini e donne a stringere legami all’interno e all’esterno del comune di Genova, con alleanze variabili a seconda delle scelte del consorzio in campo politico.
Tra XII e XIII secolo i Fieschi si resero protagonisti di una espansione territoriale  nella Liguria di Levante che li portò a un aperto contrasto con il Comune di Genova.

## Il ruolo dei Fieschi nella formazione del tessuto edilizio medioevale della città

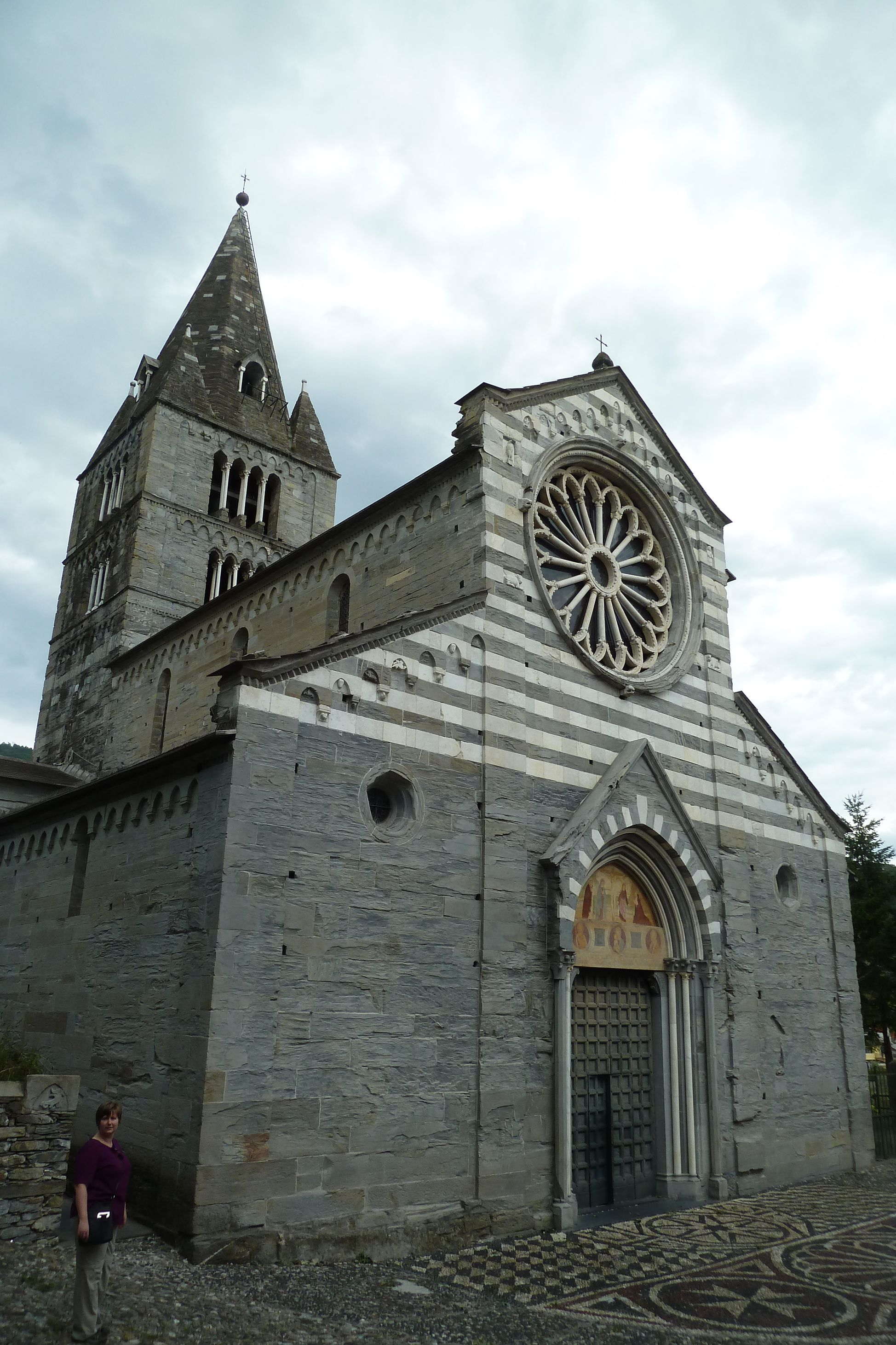
Basilica dei Fieschi, Cogorno

Il palazzo nobiliare fliscano presso il borgo di San Salvatore di Cogorno

La sistemazione della città medievale era strutturata in base alla disposizione dei vari abitati dei gruppi familiari che si organizzavano in vari centri di potere, spesso in lotta tra di loro.
In questa collocazione strategico-urbana i Fieschi concentrarono i loro palazzi a cominciare dalla zona di Sarzano procedendo verso Levante. Altri palazzi fliscani, inizialmente posti nella zona di Serravalle (tra San Matteo e San Lorenzo) vennero ceduti, come quelli presso il borghetto della famiglia D'Oria di San Matteo che vennero in parte venduti al Comune per edificarvi il Palazzo Ducale di Genova.
Soprattutto nella iniziale formazione del Sestiere di Portoria e della vicina parte di San Vincenzo sul Bisagno assume importanza il ruolo dei Fieschi.
L'antica chiesa di Santo Stefano in Genova era a loro legata, e fu questa che come parrocchia dai secoli XII-XIII sistemò il tessuto urbanistico della valletta del torrente Rivotorbido chiamando dalle vallate della val Fontanabuona molti artigiani della Lana (da cui il nome di Borgo Lanaiuoli) per la via che costituiva l'asse di questo abitato. La concentrazione dei loro palazzi era poco oltre, in Carignano, presso la trecentesca chiesa di Santa Maria in Via Lata.
Santa Maria in Via Lata venne eretta dal 1336, per lascito testamentario del cardinale Luca Fieschi, accanto alle case della loro famiglia. Al loro patrocinio è legata anche la fondazione della vicina Santa Maria dei Servi, allora nella omonima via, nella valletta del Rivotorbido in Borgo Lanaiuoli.
Importante era soprattutto il loro grande palazzo accanto alla chiesa di Via Lata, splendida costruzione che nel 1502 aveva ospitato Luigi XII di Francia.

## Il ruolo dei Fieschi nella vita politica cittadina

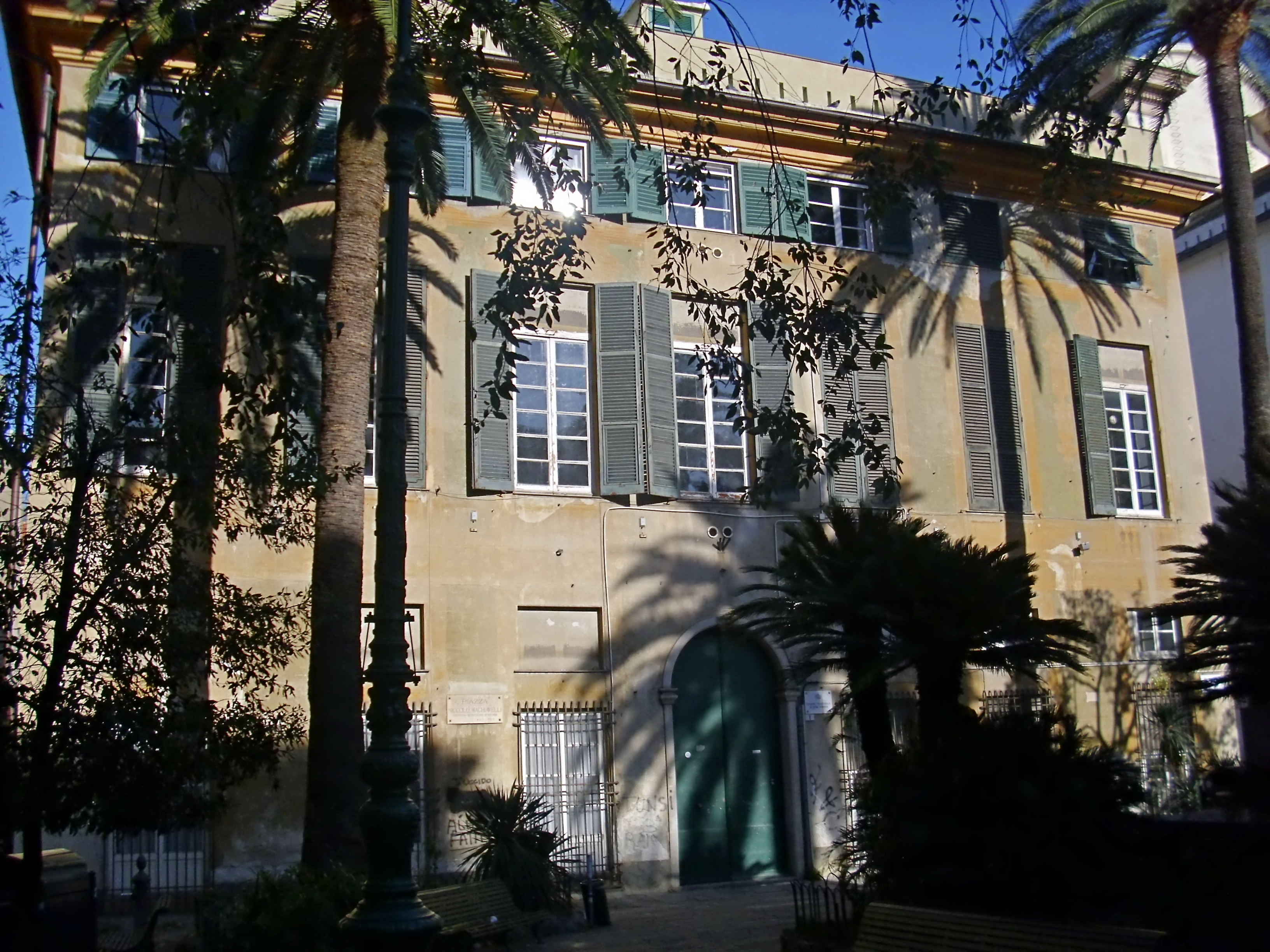
Palazzo Fieschi, Sestri Ponente (Genova)

Intervennero sempre nelle questioni interne della città, come nelle lotte tra fazioni, sempre dalla parte guelfa, pur nel complesso gioco delle alleanze, ad esempio collegandosi ai ghibellini D'Oria tramite il matrimonio organizzato da Branca D'Oria tra il figlio di quest'ultimo, Bernabò, ed Eleonora Fieschi od agli ancora più ghibellini Duchi di Milano con il matrimonio tra Luchino Visconti e Isabella Fieschi, concluso con l'avventurosa fuga della moglie e la morte del marito. Legato al loro casato era in genere il vescovo genovese, il cui palazzo, l'edificio che era stato a suo tempo il castello di Sarzano, dominava le loro case minori attorno all'attuale vico Vegetti.

### Le politiche matrimoniali
Le politiche matrimoniali furono un loro punto di forza. Le famiglie con cui si collegano sono tradizionalmente i Doria o i Malaspina, a seconda dei vari interessi. Relativamente agli usi del clan familiare le donne mantengono un certo ruolo, sono spesso amministratrici o procuratrici nei vari affari immobiliari, vendite e cessioni di beni, di diritti, ecc.
Dei matrimoni, i più noti sono due, che legano i Fieschi ai Doria e ai Visconti. Il primo fu il matrimonio tra Bernabò Doria ed Eleonora (o Eliana) Fieschi, figlia di Federico Fieschi e nipote del cardinale Ottobono Fieschi (poi papa Adriano V), organizzato da Branca D'Oria, padre dello sposo, subito dopo il suo famoso delitto ai danni del suocero Michele Zanche, episodio cantato dalla Divina Commedia.
Branca lasciata la Sardegna era dal 2 settembre 1275 al Borghetto di San Matteo, da tutti rispettato per le ricchezze raggiunte; i Fieschi, maggior famiglia guelfa, davano in sposa al suo primogenito Bernabò Eleonora. Il matrimonio, frutto dell'accurata diplomazia di Branca, permetteva a questi un utile contatto con la parte guelfa onde poter meglio esporre alcune sue richieste presso il pontefice.
L'altro è il matrimonio tra Isabella Fieschi e Luchino Visconti, che prende la nobile genovese in terze nozze. Dopo la fuga da Milano di Isabella e la morte improvvisa di Luchino, la nobildonna Fieschi torna a Genova e poi nei suoi feudi con il figlio Luchinetto, costretta a dirlo nato non da Luchino ma dal suo amore illegittimo con Galeazzo II Visconti (figlio di Stefano Visconti e di Valentina Doria), per la presa del potere in Milano da parte dei tre cugini.
Un altro legame dei Fieschi è stato con i Savoia con il matrimonio, nel 1251, di Beatrice con l'erede Tommaso.

### I Fieschi nel XIV secolo
I Fieschi nel XIV secolo, all'epoca dei dogati popolari di Simone Boccanegra, tendono a ritirarsi nei loro feudi appenninici, loro vero e proprio punto di forza più che le pratiche della mercatura o del commercio in denaro; evitano così di logorarsi nelle lotte tra le fazioni e possono ripresentarsi nel secolo successivo come clan familiare che si è conservato ancora integro in tutte le sue forze pur mantenendo la struttura interna tipiche della vecchia nobiltà terriera dei secoli XII e XIII.
Dal 1343 fino al 1437, eccettuata una parentesi di sei anni, i vescovi della famiglia Fieschi ebbero la cattedra vescovile di Vercelli, con il relativo principato ecclesiastico. Nel 1394 il Vescovo di Vercelli, Lodovico Fieschi, ottenne che Masserano, assieme a Crevacuore (e, fino al 1399, Moncrivello), venisse infeudata a suo fratello Antonio da papa Bonifacio IX. I suoi discendenti (che nel 1517 assunsero il cognome di Ferrero-Fieschi a seguito dell'adozione di Filiberto Ferrero) tennero fino al 1767 tale feudo pontificio, di fatto un'entità statale indipendente (Principato di Masserano e Marchesato di Crevacuore). Per un breve periodo, tra il 1566 e il 1588, i Ferrero-Fieschi furono anche marchesi di Romagnano, feudo ereditato dai Borromeo con i quali erano imparentati.

### I Fieschi nel XV secolo
Nel XV secolo i Fieschi allargarono l'orizzonte dei loro interessi soprattutto ad opera di Gian Luigi "il Vecchio" (1441-1508). Avversario degli Sforza, contese al Ducato di Milano i possedimenti in Liguria, lottando per la conquista della Riviera ligure. Al tempo del doge Battista Fregoso (1478-1483) combatté in qualità di ammiraglio contro gli Aragonesi. Filofrancese, favorì tuttavia il passaggio di Genova sotto la sfera di influenza francese: un sollevamento popolare lo scacciò tuttavia dai suoi possessi liguri (20 luglio 1506). Poté rientrare successivamente a Genova con l'aiuto dei Francesi, e svolse ancora attività politica filofrancese.

### I Fieschi nel XVI secolo
La famiglia dei Fieschi cadde in grave disgrazia a causa della fallita congiura di Gian Luigi Fieschi "il Giovane" (1547) ai danni di Andrea Doria, con il quale era pure imparentato, per quanto alla lontana, tramite le rispettive mogli Eleonora Cibo e Peretta Usodimare (1478-1550).
Gian Luigi "il Giovane", a capo del partito filofrancese, aveva riacceso la lotta con il partito spagnolo, sostenuto dai Doria. Presentandosi come un novello Bruto, come un vendicatore austero delle libertà repubblicane contro le usurpazioni del tiranno, dopo aver occupato le porte e la darsena, stava per impossessarsi di una galea dei Doria, quando, improvvisamente scivolò in mare da una passerella, e annegò soprattutto per il peso dell'armatura.
Nel tumulto fu ucciso anche Giannettino Doria, nipote ed erede designato di Andrea Doria, per cui le sorti dell'insurrezione sembravano favorevoli agli insorti; invece i Fieschi, disorientati, si diedero alla fuga. Da allora la famiglia perse gran parte dell'importanza politica a Genova. Ai Fieschi, perseguitati duramente, vennero in tale occasione sequestrati i beni e molti di loro dovettero abbandonare la città, rifugiandosi per lo più in Francia.
Un primo resoconto della congiura dei Fieschi è stato pubblicato nel 1629 dallo storico Agostino Mascardi (1591-1640): La congiura del conte Gio. Luigi de Fieschi del Mascardi ha ispirato, a sua volta, l'opera giovanile del cardinale de Retz, La congiura del conte Gian Luigi Fieschi (titolo originale La conjuration du comte de Fiesque), la cui narrazione non si discosta dal testo del Mascardi. Per il cardinale de Retz, Gian Luigi Fieschi, "ambizioso, ardito e intraprendente", ordiva la congiura perché, "appassionatamente amante della gloria, non avendo altre occasioni per acquistarne, non pensava che al modo di raggiungerla". Anche per Friedrich Schiller, autore della tragedia La congiura di Fiesco a Genova (titolo originale, Die Verschwörung des Fiesco zu Genua), Gian Luigi Fieschi era, come per il cardinale de Retz, un ambizioso eroe plutarchiano; ma nella tragedia di Schiller la storia della congiura fu scientemente stravolta: la congiura, tesa a restaurare le libertà repubblicane a Genova, nel dramma di Schiller ebbe successo; ma un integerrimo repubblicano, scorgendo nell'ambizione di Gian Luigi i prodromi di un nuovo regime tirannico, lo uccise facendolo precipitare in mare con una spinta.
In questo periodo la storia della famiglia subisce una disastrosa interruzione a causa della congiura di Giovanni Luigi Fieschi (vedi nota a lato).

Nella spartizione gentilizia del territorio urbano, la zona di Carignano, loro tradizionale centro di potere, divenne da allora sede dei palazzi della famiglia Sauli. Tra i feudi confiscati fu quello di Montoggio, attaccato dalle milizie genovesi subito dopo la congiura e concesso ai D'Oria della famiglia di Andrea.
I Fieschi sopravvissero da allora in tono minore. La discendenza dei Flisch di Scheid e Rothenbrunnen del Canton Grigioni di un Arrigo Fieschi e piuttosto una leggenda; conformemente a ciò lui lasciò le patrie terre per rifugiarsi nel libero stato delle Tre Leghe e stabilirsi a Fontanarossa (Rothenbrunnen) dove germanizzò il suo appellativo in Raget Flisch ed ebbe numerosa discendenza. Secondo il scritto I Flisch di Scheid e Rothenbrunnen sono di origine Walser.

### I Fieschi dopo il Cinquecento
In tono minore la famiglia sopravvive, sempre grazie all'eredità rimasta nell'entroterra appenninico. Tra gli ultimi possessi rimasti ebbero i feudi imperiali di Savignone e di Croce Fieschi. Tali feudi, riconosciuti immediati, furono sovrani e governati come tali fino alla loro abolizione nel 1797.
Ancora oggi ha sede a Genova un'associazione L’Opera Pia Conservatorio Fieschi che nasce nel 1762, alla morte del Conte Domenico Fieschi, suo fondatore. Essa ha avuto, nei secoli, grande importanza per le svariate attività filantropiche e gli interventi a favore delle giovani bisognose, collocandosi fra le prime della Liguria per magnitudine patrimoniale. È stata anche istituita nel 2006 una collana di studi incentrata sulla famiglia Fieschi.

## Marchesato di Savignone, Casella, Frassinello, Chiappe e Senarega
Con la divisione ereditaria del 16 aprile 1678 venne dato a Gerolamo Fieschi. Tale importante possesso controllava la "strada del sale" altrimenti conosciuta come "strada dei feudi imperiali" che da Genova saliva nella Valle del Curone nell'Oltrepò e da lì in Lombardia. Nel 1685 sono acquisite le ville di Frassinello, Chiappe e Senarega, mantenendo con l'altra linea familiare la signoria su Mongiardino. Il feudo fu oggetto di dispute nella metà del XVIII secolo, quando Genova, proprietaria dal 1581 per una minima quota, tentò di acquistare l'intero feudo. Nel 1748 il principe Giò Andrea IV Doria-Landi, acquistò da un erede Fieschi una quota sul feudo ed entrò in trattative per la sua cessione con la Repubblica di Genova, desiderosa di acquisire il pieno controllo del marchesato. Il 21 luglio 1748 viene stipulato l'atto di cessione tra il Doria e Genova per la porzione di alcune terre, il castello e la giurisdizione con l'assenso imperiale. Allarmati per questa progressiva ingerenza genovese, i marchesi Ettore, Niccolò e Gerolamo Fieschi, consignori delle restanti quote feudali, si opposero a tale vendita, proponendo allo stesso imperatore il diritto di avocazione pro-quota. Il 20 giugno 1750 gli eredi Fieschi riuscirono così a riscattare la quota ceduta a Genova, confinandola a mantenere la propria quota marginale che possedeva in origine, senza avere alcun effettivo potere di influenza gestionale del feudo.
Gerolamo II, regnante dal 1733 al 1784, celibe e privo di eredi diretti, nomina suo erede universale il parente Agostino Innocenzi, marchese della Croce dei Fieschi che riunifica i due feudi (1785).
- Marchesi sovrani di Savignone
  - Gerolamo Fieschi -1687
  - Urbano 1688-1733
  - Gerolamo (II) 1733-1784
  - Agostino Innocenzo Fieschi della Croce 1785-1797

## Marchesato della Croce dei Fieschi
Il feudo appartenne alla famiglia dal 1250, confermandone lo status immediato di feudo imperiale, riconfermato con le investiture del 1495 e 1548. Nel 1678 Innocenzo Fieschi divise l'eredità paterna con il fratello Gerolamo, tenendo per sé il feudo di Croce con le varie pertinenze di Bastia e Vobbia, oltre la signoria comune di Mongiardino, ereditata dalla madre Tomasina Spinola.
Il feudo fu amministrato successivamente da Lorenzo (1733) in comune con gli altri familiari e le famiglie De Ferrari e Morando. Da tale anno cominciò ad essere conosciuto come "Croce de' Fieschi o Crocefieschi". Ultimo marchese sovrano fu Agostino Innocenzo fino al 1797, erede dal 1785 anche del marchesato di Savignone.
- Marchesi sovrani della Croce
  - Innocenzo Fieschi -1687
  - Ettore II 1687-1746
  - Lorenzo 1746-1751
  - Ettore III 1751-1763
  - Agostino Innocenzo Luigi 1763-1797

Tra gli ultimi eredi fu nella prima metà dell'Ottocento Carlotta Fieschi, che sposando Nicolò Crosa di Vergagni (ministro del Regno di Sardegna presso la Santa Sede) portò a questi i beni di famiglia ancora tenuti, tra i quali i suoi possedimenti in Savignone. L'ultima discendente della famiglia, Maria Maddalena Fieschi, sposò il conte Alessandro Negri di Sanfront, primo generale dei Carabinieri e senatore del Regno, che nel 1848 - nel corso della battaglia di Pastrengo - comandò la carica dei tre squadroni di cavalleria che salvò la vita del re Carlo Alberto. Dalla loro unione nacque una sola figlia, Marinetta Fieschi Negri di Sanfront, che sposò il conte Alessandro Thellung di Courtelary.

## Castelli fliscani
- Castello di Montoggio
- Castello di Santo Stefano d'Aveto
- Castello di Borgo Val di Taro
- Castello di Grondona
- Castello di Varese Ligure
- Castello di Crocefieschi
- Castello di Manarola
- Castello di Pontremoli
- Castello di Roccatagliata (nella frazione di Roccatagliata)
- Castello di Senarega
- Castello di Casella
- Castello di Loano
- Castello di Calice al Cornoviglio
- Castello di Madrignano
- Castello di Grondola
- Castello di Savignone
- Castello di Torriglia

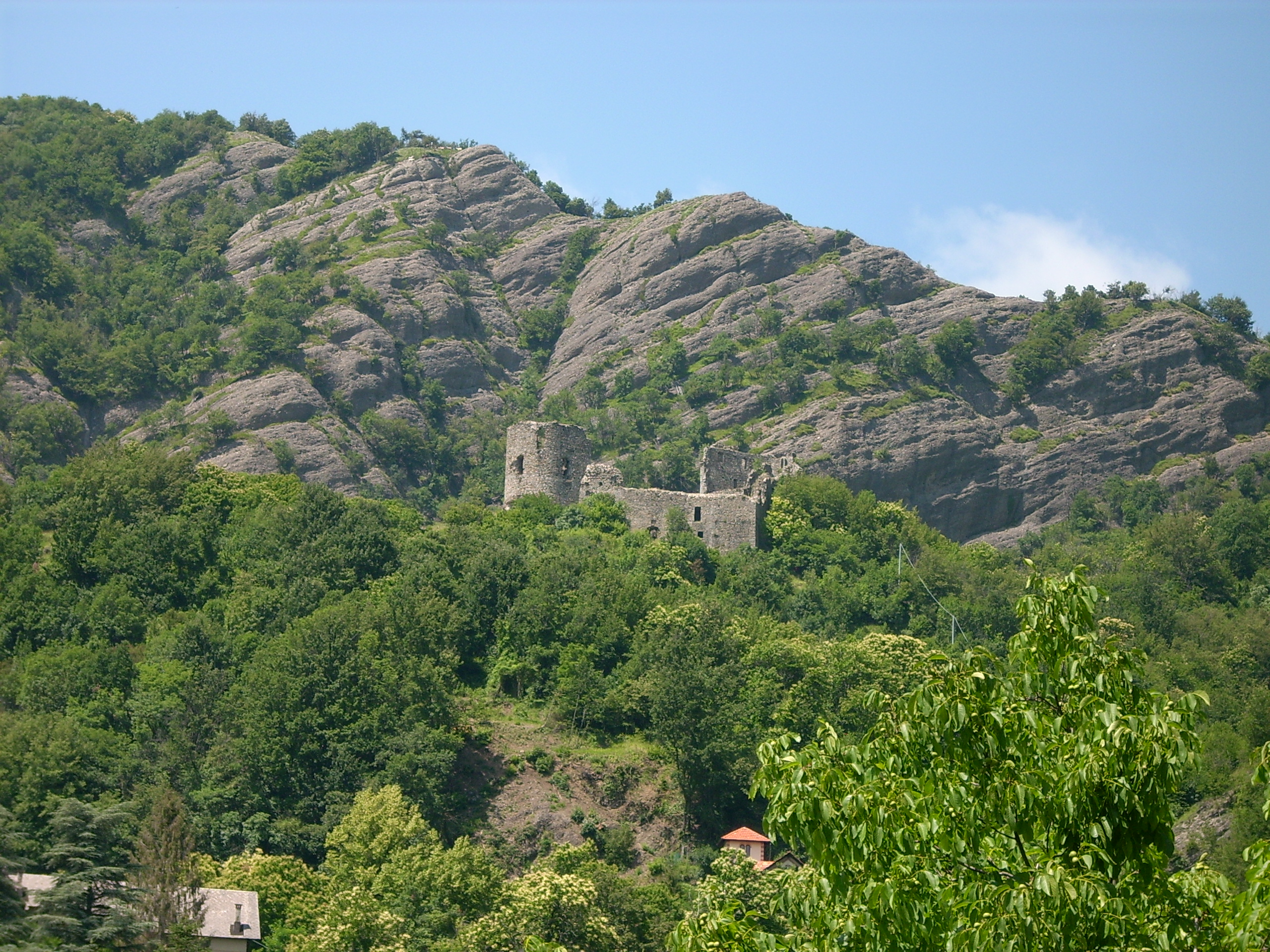
Ruderi del castello di Savignone
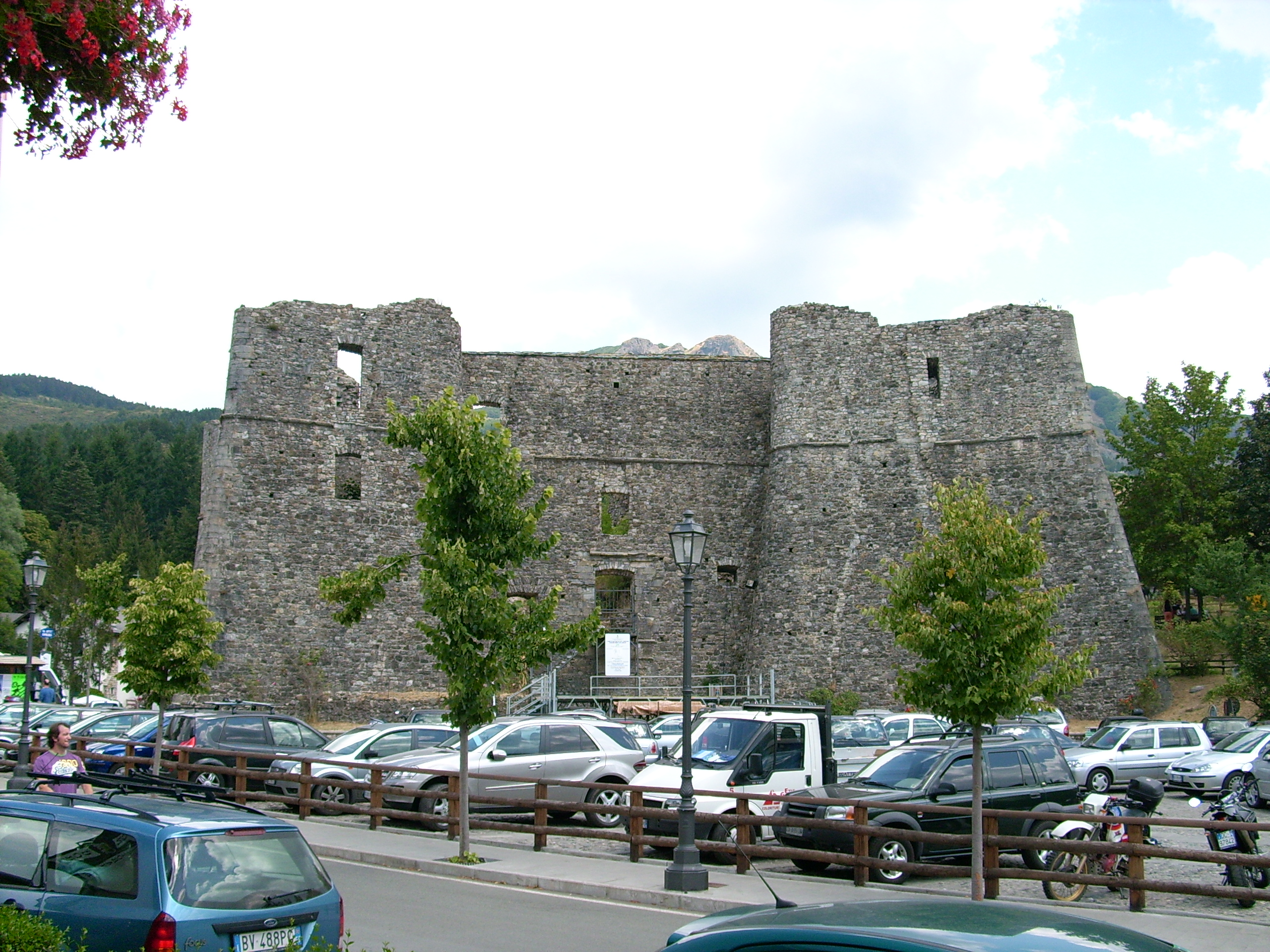
Ruderi del castello di Santo Stefano d'Aveto
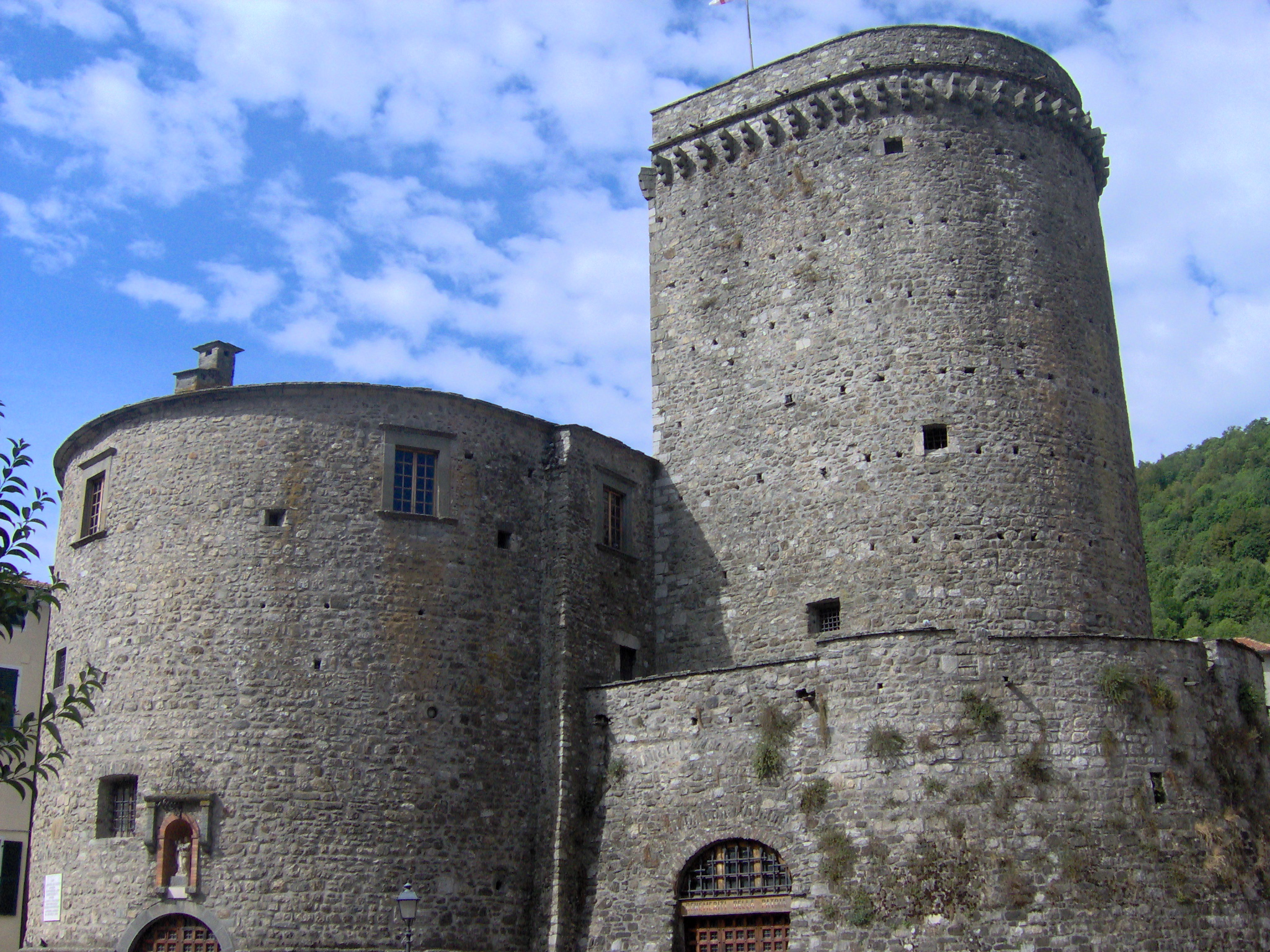
Castello di Varese Ligure
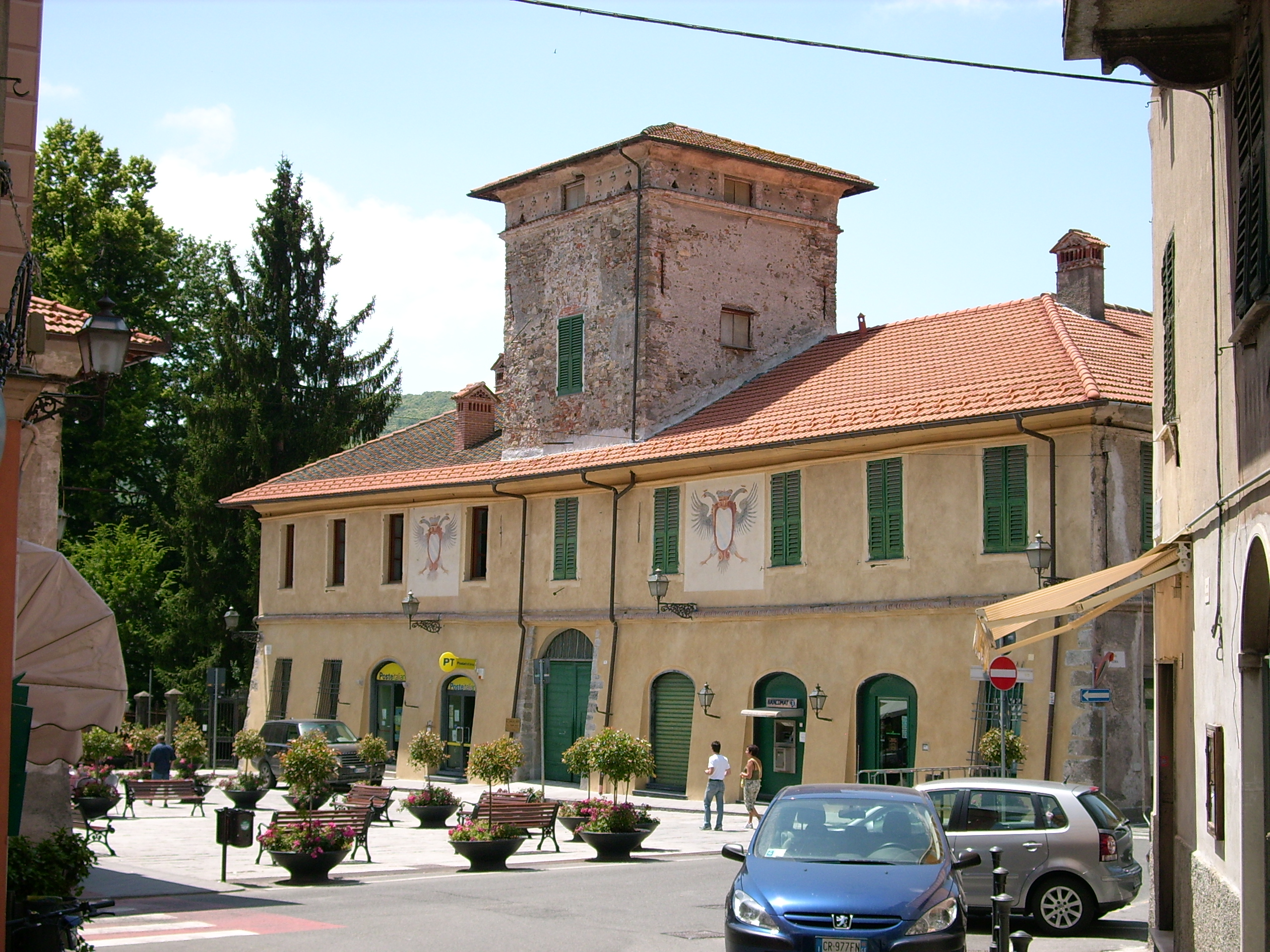
Palazzo dei Fieschi a Casella
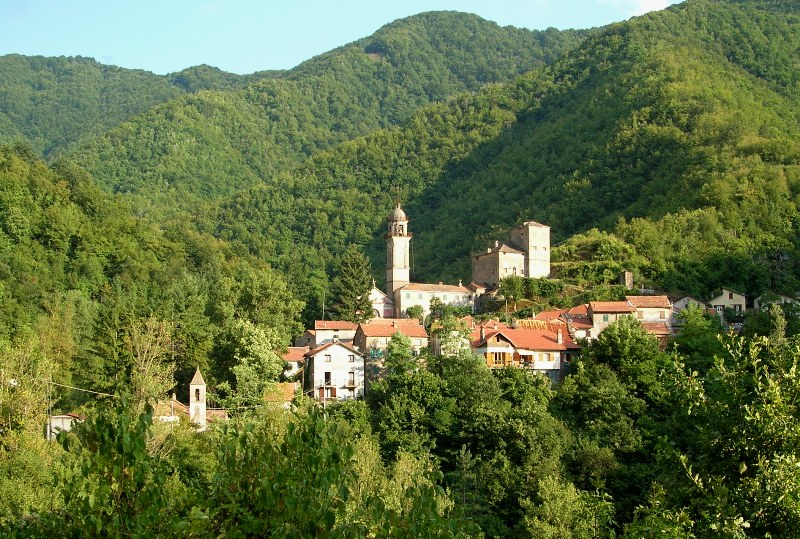
Veduta di Senarega (Valbrevenna) con il castello Fieschi
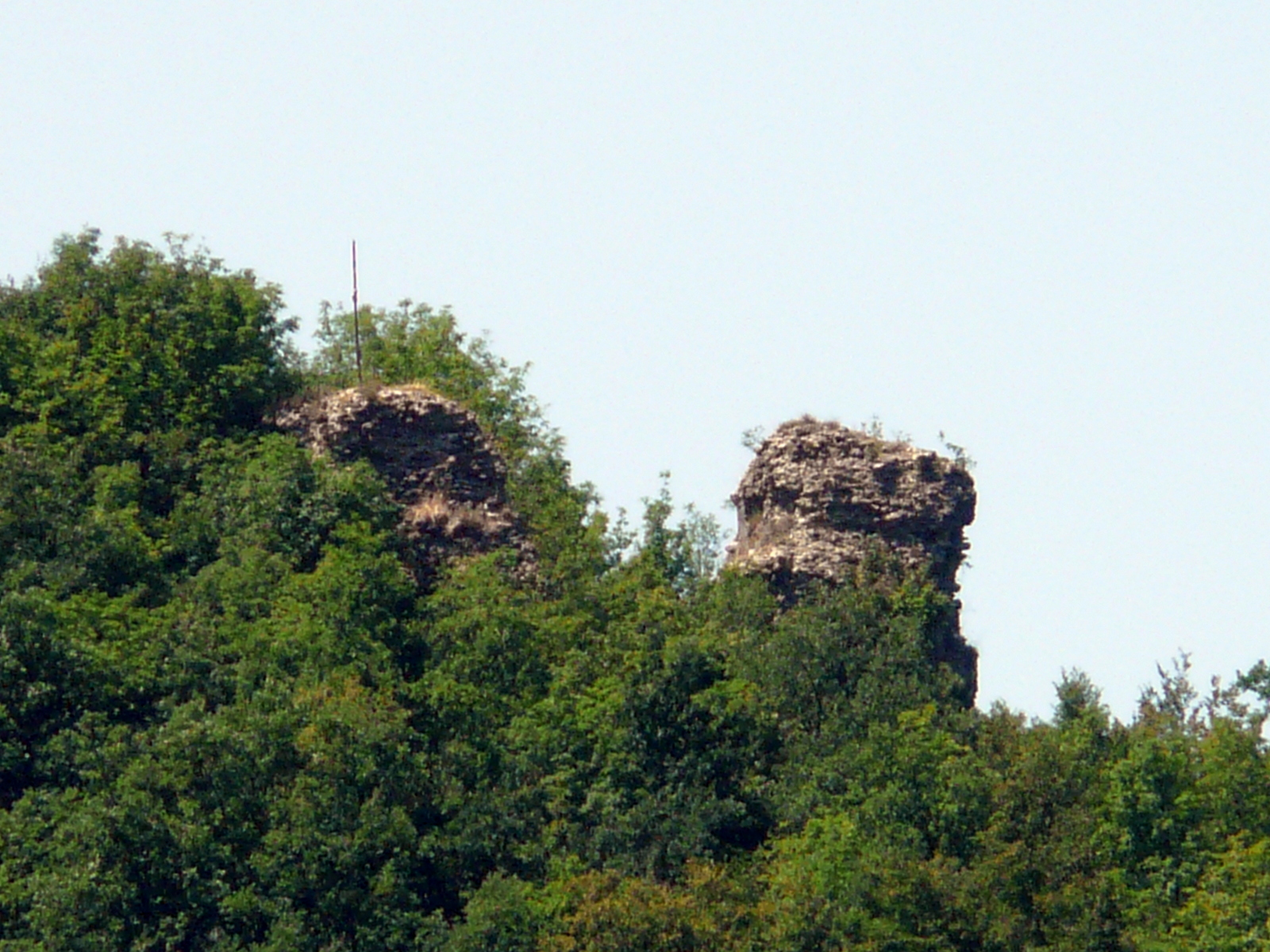
Ruderi del Castello di Montoggio
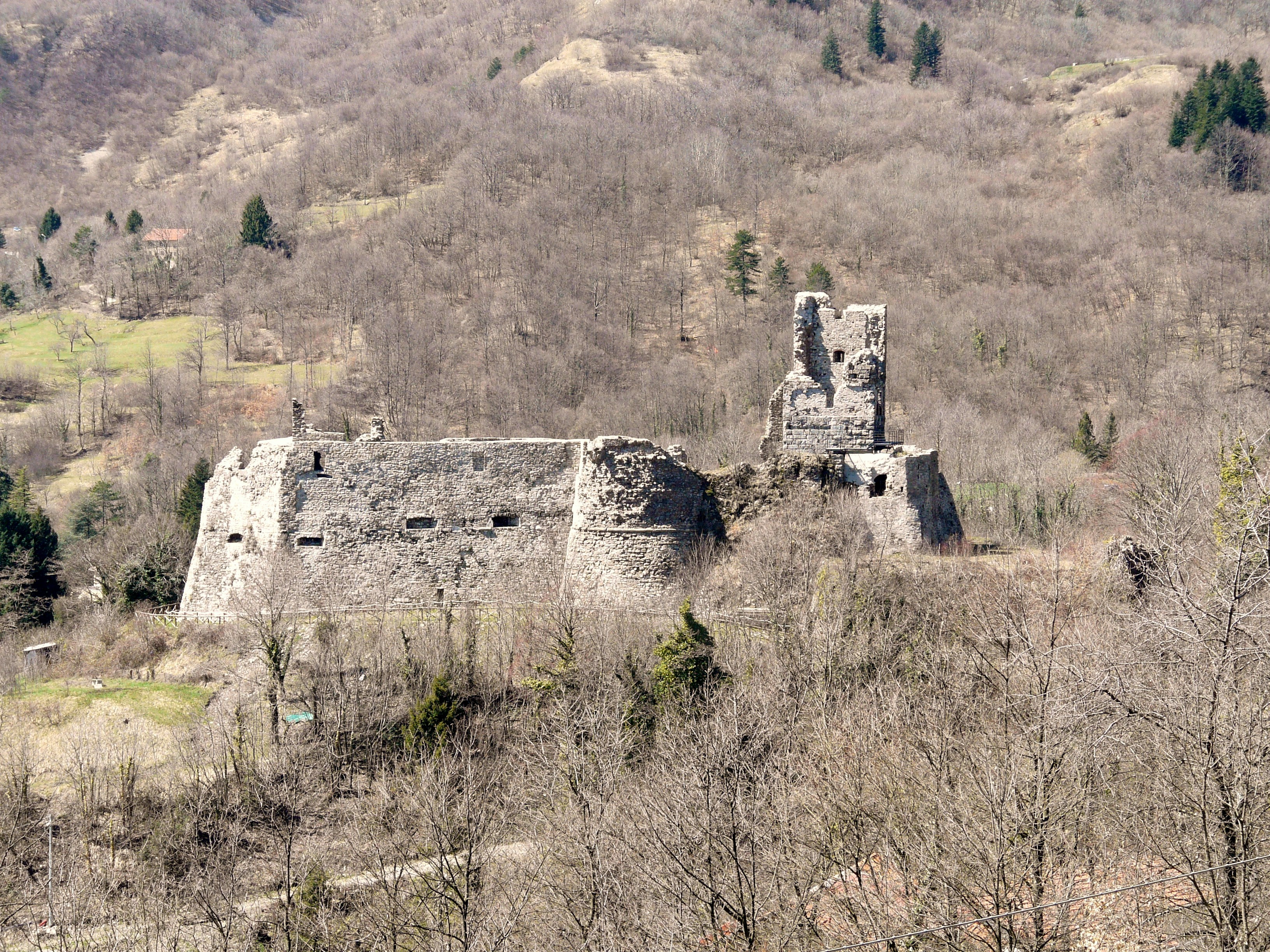
Castello di Torriglia
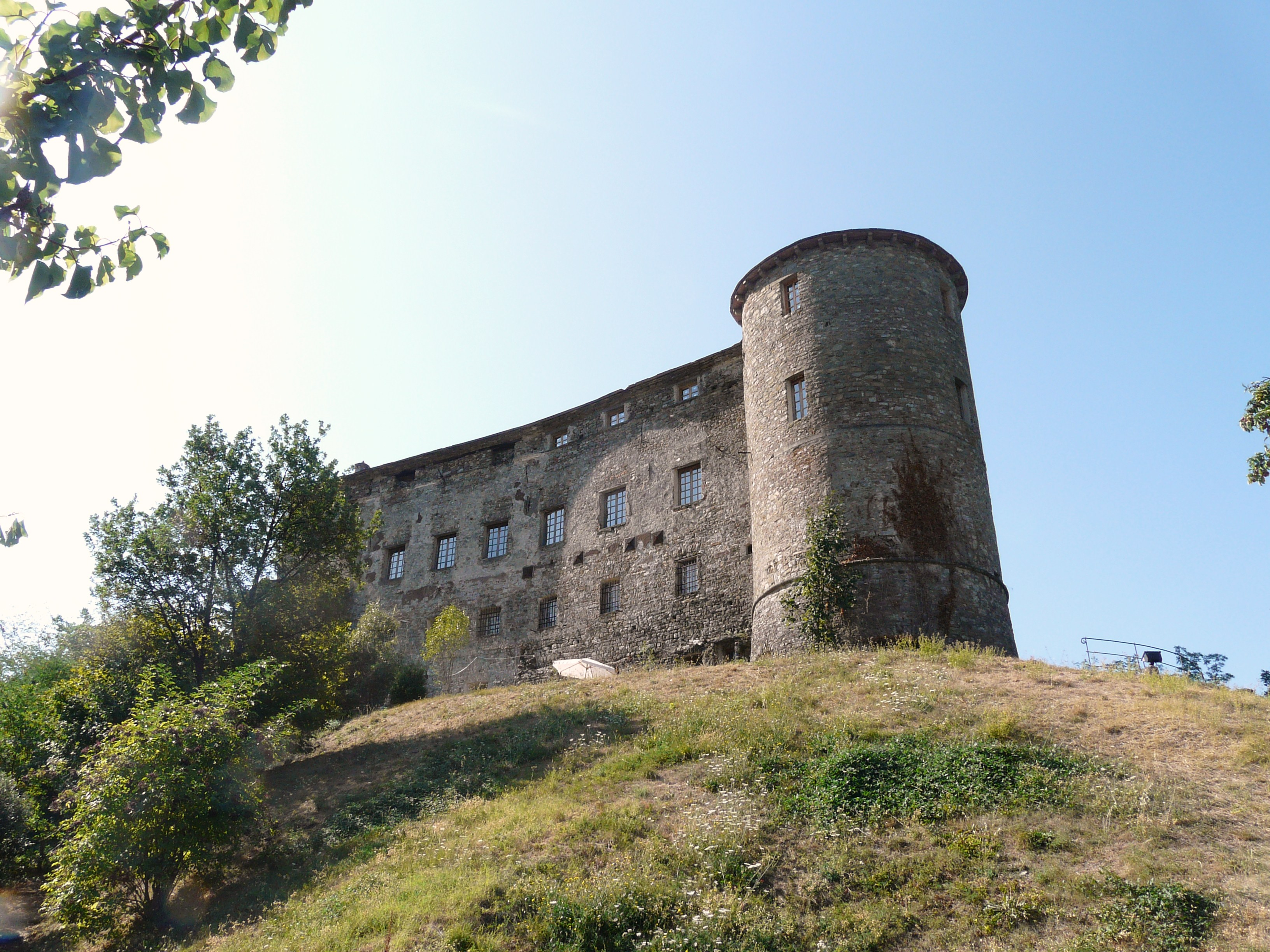
Castello di Calice al Cornoviglio

## I Fieschi nella letteratura e nelle arti
La famiglia compare nella Divina Commedia, più precisamente nel canto XIX del Purgatorio, ove vediamo uno dei più importanti esponenti della famiglia: papa Adriano V. Vi troviamo inoltre la nipote di quest'ultimo, Alagia, molto stimata e conosciuta dal poeta stesso.
(Dante Alighieri)
Gian Luigi Fieschi è il protagonista della tragedia di Schiller La congiura di Fiesco a Genova (titolo originale: Die Verschwörung des Fiesco zu Genua) e di quella in versi di Jacques-François Ancelot dal titolo Fiesque, andata in scena all'Odéon di Parigi nel 1824, mentre a un Jacopo Fiesco è affidato il ruolo dell'antagonista nell'opera Simon Boccanegra di Verdi.
Sull'impresa tentata da Gian Luigi Fieschi fu anche girato nel 1921 un film muto dal titolo La congiura dei Fieschi, per la regia di Ugo Falena.

## I Fieschi più famosi

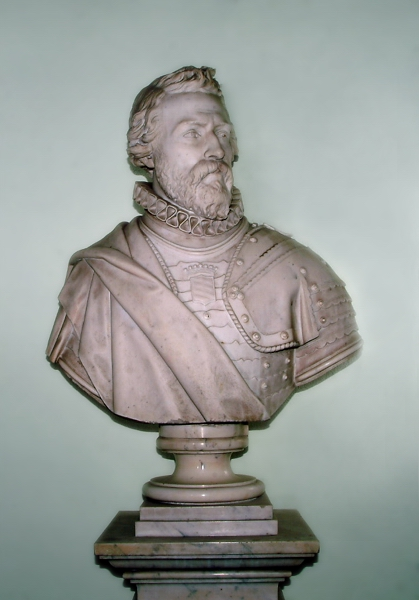
Giovanni Luigi Fieschi

- Papa Innocenzo IV (Sinibaldo Fieschi) (1195-1254)
- Papa Adriano V (Ottobono Fieschi) (1205-1276)
- Beatrice Fieschi (1225-1283)
- Opizzo Fieschi (prima metà del sec. XIII - post 1291)
- Nicolò Fieschi (1230-1310?)
- Luca Fieschi, cardinale (1270-1336)
- Alagia Fieschi (sec. XIV)
- Isabella Fieschi (sec. XIV)
- Bianca Fieschi, madre di Leon Battista Alberti
- Ibleto Fieschi (1436-1497)
- Gian Luigi Fieschi (1441-1508)
- Niccolò Fieschi, cardinale (circa 1446 - 1524)
- Santa Caterina Fieschi Adorno (1447 - 1510)
- Tommasina Fieschi, mistica (1448-1534)
- Francesca Fieschi (1480-1528)
- Giovanni Luigi Fieschi (1522 - 1547)